# Austroicetes tricolor
Austroicetes tricolor är en insektsart som först beskrevs av Sjöstedt 1920.  Austroicetes tricolor ingår i släktet Austroicetes och familjen gräshoppor. Inga underarter finns listade i Catalogue of Life.